# Jasna Merdan-Kolar
Pour les articles homonymes, voir Merdan (homonymie) et Kolar (homonymie).
Jasna Merdan-Kolar, née Jasna Merdan (en bosnien : Јасна Мердан) le 19 octobre 1956 à Mostar (Yougoslavie, aujourd'hui Bosnie-Herzégovine) est l'une des meilleures handballeuses des années 1980, accumulant notamment les records de buts. Elle a notamment été élue meilleure handballeuse mondiale de l'année en 1990.

## Biographie
Jasna Merdan-Kolar commence le handball dans sa ville natale au Lokomotiva Mostar. Elle contribue au progrès du club qui accède au Championnat de Yougoslavie en 1977. Dans l'élite yougoslave, elle affole rapidement les compteurs puisqu'elle termine 6 fois meilleure marqueuse du championnat en 1978 (183 buts), 1979 (168 buts), 1980 (159 buts), 1981 (205 buts), 1982 (268 buts) et 1983 (264 buts), pour un total de 1507 buts en championnat. Elle permet ainsi au club de terminer à la deuxième place du championnat.
Avec la Yougoslavie, elle termine meilleure marqueuse du Championnat du monde 1982 puis des Jeux olympiques en 1984, compétition où elle remporte l'or olympique et établit un record de buts marqués en un match (17 contre les États-Unis).
En 1984, elle quitte son club de toujours pour l'Autriche et l'Hypo Niederösterreich. Naturalisée autrichienne peu de temps après, elle participe avec l'Autriche au Championnat du monde B en décembre 1985 puis au Championnat du monde 1986 où elle termine 7e meilleure buteuse avec 39 buts en 6 matchs, n'ayant pas joué le match la Yougoslavie en phase de poule. Enfin, elle participera à ses troisième Jeux olympiques à Barcelone 1992, terminés à la 5e place.
Puis en 1993,, elle rejoint un autre club autrichien, le WAT Fünfhaus où elle termine sa carrière.

## Palmarès

### En clubs
Compétitions internationales
- Coupe des clubs champions (C1)
  - Vainqueur (4) : 1989, 1990, 1992, 1993
  - Finaliste (3) en 1987, 1988, 1991

Compétitions nationales
- Vainqueur du Championnat d'Autriche (9) : 1985 à 1993
- Vainqueur de la Coupe d'Autriche (4) : 1990 à 1993
- Deuxième du Championnat de Yougoslavie (1) : 1983

### En équipes nationales
Jeux olympiques
- Médaille d'or aux Jeux olympiques 1984 à Los Angeles (avec  Yougoslavie)
- Médaille d'argent aux Jeux olympiques 1980 à Moscou (avec  Yougoslavie)
- 5e place aux Jeux olympiques 1992 à Barcelone (avec  Autriche)

Championnats du monde
- Médaille de bronze au Championnat du monde 1982, Hongrie (avec  Yougoslavie)
- 11e place au Championnat du monde B 1985[3], RFA (avec  Autriche)
- 12e place au Championnat du monde 1986[7], Pays-Bas (avec  Autriche)
- 5e place au Championnat du monde 1990, Corée du Sud (avec  Autriche)

### Récompenses individuelles
- Élue meilleure handballeuse de l'année en 1990 ; deuxième en 1988 ; nommée en 1987
- Meilleure marqueuse au Championnat du monde 1982[8] avec 52 buts (moyenne de 7,4 buts par match)
- Meilleure marqueuse aux Jeux olympiques 1984 avec 48 buts (moyenne de 9,6 buts par match)
- Meilleure marqueuse de l'histoire de la sélection autrichienne avec 1206 buts[2] en 163 matchs, soit une moyenne de 7,4 buts par match
- Meilleure marqueuse de l'histoire du championnat d'Autriche sur une saison avec 375 buts en 22 matchs, soit une moyenne de 17 buts par match, en 1985-1986[9].
- Meilleure marqueuse de la coupe d'Europe 1983 avec une moyenne de 12 buts par match
- 6 fois meilleure marqueuse du championnat de Yougoslavie en 1978 (183 buts), 1979 (168 buts), 1980 (159 buts), 1981 (205 buts), 1982 (268 buts) et 1983 (264 buts), pour un total de 1507 buts en championnat.